# Acrocercops dinosticha
Acrocercops dinosticha är en fjärilsart som beskrevs av Edward Meyrick 1936. Acrocercops dinosticha ingår i släktet Acrocercops och familjen styltmalar. Inga underarter finns listade i Catalogue of Life.